# Vade-mécum

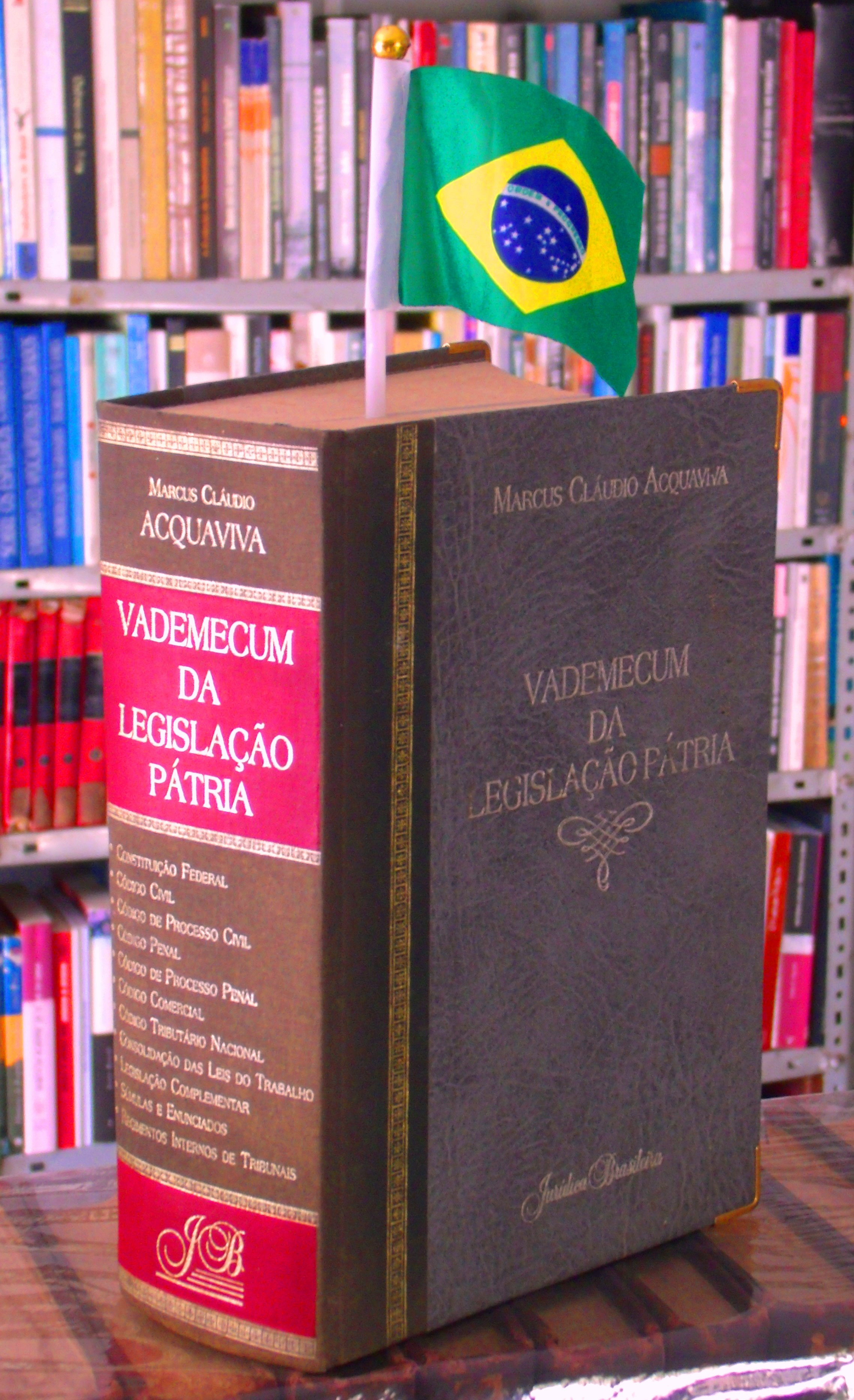
Um Vade Mécum de legislação do Brasil.

Vade mecum é, de forma geral, uma denominação para qualquer livro de referência de uso muito frequente e que instrui o leitor a fazer determinadas tarefas. A palavra origina-se numa expressão latina que significa "vamos juntos", "vai comigo" ou "vem comigo" onde vade é "Vamos", "vem" ou "vai" em português, e mecum significa "comigo" ou "juntos".
Em Direito refere-se a um compêndio das obras básicas para serem consultadas facilmente. O vade-mécum pode ser genérico, trazendo o texto da Constituição vigente, os códigos e as leis gerais, mas pode ainda ser especializado e compilar a legislação de uma determinada área do Direito, como é o caso do vade-mécum trabalhista ou previdenciário, ou o vade-mécum de licitações e contratos, ou para concursos desta área. 
Apesar de ser um trabalho essencialmente ligado ao Direito, este não se encerra neste domínio do saber, sabendo-se existirem vade mecums nos domínios da doutrina social da Igreja, pensamento político, doutrinas de segurança e defesa. Muitos destes trabalhos são conhecidos desde o século XV, sendo que alguns deles têm conhecido constante atualização.
A área da saúde também possui um vade mecum, sendo mais focado na área de Farmácia, que possui o vade mecum de medicamentos, uma lista de todos os tipos de remédios, e pode ser usado por farmacêuticos, médicos, dentistas, e outros profissionais ligados a área da saúde.
Atualmente existem outros formatos, em mídia eletrônica, como o vade mecum para o iPhone, iPad, iPod touch ou mesmo para aparelhos com o sistema Android.
Vade-mécum em inglês é definido como handbook ou pocket reference e este por sua vez também pode ser traduzido como "manual" ou "guia".